# 漠视主义
漠视主义（英語：Ignosticism）指認為神的存在與否是沒有意義的命題。
漠视主义與不可知論的差別在於：後者認為神存在與否不可知，但前者則認為「神是否存在」是沒有意義的命題。